# Tom Grant
Tom Grant (* 22. Februar 1946 in Portland,  Oregon) ist ein amerikanischer Jazzpianist und Komponist, der insbesondere im Smooth- und Pop-Jazz hervorgetreten ist.

## Leben
Grant stammt aus einer musikalischen Familie – sein Vater war Stepptänzer, sein Bruder Mike ebenfalls Pianist; im Alter von vier Jahren lernte er zunächst Klavier, später auch Schlagzeug. Nach einem ersten Hochschulabschluss an der University of Oregon gehörte er 1970 zur Band von Jim Pepper und war an dessen Kult-Album Pow Wow beteiligt. Dann war er in Portland als Lehrer tätig. Woody Shaw holte ihn 1976 in seine Band; dann begleitete er Joe Henderson, Dexter Gordon, Charles Lloyd sowie Tony Williams (1979 bis 1981). 1976 nahm Grant sein erstes Album unter eigenem Namen für Timeless auf; 1979 bildete er seine eigene Band, in der er auch ins Popmusikgenre vorstieß. Weitere eigene Alben entstanden auch für Pausa, Verve und Shanachie. Auch arbeitete er mit Nancy King und Gino Vannelli.
Weiterhin komponierte er Musik für Radio und Fernsehen.

## Preise und Auszeichnungen
Grant wurde 2004 in die Hall of Fame der Jazz Society of Oregon aufgenommen.

## Diskographische Hinweise
- Mystified (1976, mit Joe Henderson, Rick Laird, Ron Steen)
- The View from Here (Verve Forecast, 1993)
- Solo Piano (2003)
- Nice Work If You Can Get It (2004)
- Tom Grant & Valery Day Side by Side (2005)
- Delicioso  (2010)